# Israel International 1982
Die Israel International 1982 im Badminton fanden vom 11. bis zum 12. April 1982 in Aschdod statt.

## Titelträger
| Disziplin    | Sieger                         |
| ------------ | ------------------------------ |
| Herreneinzel | Andrew Downes                  |
| Dameneinzel  | Lisa Salmon                    |
| Herrendoppel | David Spurling Stuart Spurling |
| Damendoppel  | Lisa Salmon J. Downes          |
| Mixed        | David Spurling H. Blake        |